# Blommersia dejongi
Blommersia dejongi es una especie de anfibio anuro de la familia Mantellidae.

## Distribución geográfica
Esta especie es endémica de Madagascar. Habita en la isla Sainte-Marie y en los alrededores de Toamasina.

## Descripción
Las 7 muestras masculinas observadas en la descripción original miden entre 18,6 mm y 21,1 mm de longitud estándar y las 3 muestras femeninas observadas en la descripción original miden entre 21,0 mm y 23,6 mm de longitud estándar.

## Etimología
Esta especie lleva el nombre en honor a Wilfried W. de Jong.

## Publicación original
- Vences, Köhler, Pabijan & Glaw, 2010 : Two syntopic and microendemic new frogs of the genus Blommersia from the east copast of Madagascar. African Journal of Herpetology, vol. 59, p. 133-156.[4]